# Эпимах-Шипило, Бронислав Игнатьевич
Бронисла́в Игна́тьевич Эпимах-Шипило (бел. Браніслаў Ігнатавіч Эпімах-Шыпіла; криптоним: Б. Э.-Ш.; 1859—1934) — белорусский литературовед, фольклорист, педагог, издатель. Профессор Императорской римско-католической духовной академии в Петербурге.

## Биография
Родился 4 сентября 1859 года на хуторе Судиловичи (ныне деревня Будьковщина Полоцкого района) Ветринской волости, Лепельского уезда Витебской губернии в обедневшей католической дворянской семье. Затем семья переехала на хутор Залесье Лепельского уезда (ныне — Полоцкий район).
В 1871—1880 годах учился в Рижской Александровской гимназии, которую окончил с золотой медалью. В 1880—1886 годах — на историко-филологический факультет Императорского Санкт-Петербургского университета.
В 1887 году получил степень кандидата историко-филологических наук. Работал помощником библиотекаря в библиотеке Санкт-Петербургского университета.
Работал в редакции «Журнала Министерства путей сообщения». Позже — в библиотеке Петербургского университета (до 1925 года). С 1907 по 1917 год работал также в католической духовной академии. Преподавал в частной мужской гимназии при католическом приходе Святой Екатерины в Петербурге.
Был одним из лидеров белорусской общественно-политической жизни Петербурга. Являлся инициатором создания издательского товарищества «Загляне сонца і ў наша ваконца» (1906). Содействовал развитию национального самосознания у ряда будущих активистов белорусского религиозного и культурного движения — А. Станкевича, А. Цикото, М. Петровского, Я. Купалы. Поддерживал контакты с белорусскими священниками И. Белоголовым, Л. Хведько, Ф. Абрантовичем, В. Шутовичем. Являлся лидером белорусского научно-литературного кружка Петербургского университета (1912—1917).
В 1924 году СНК БССР принял решение о назначении пенсии. Вдобавок, Бронислав Эпимах-Шипило был избран пожизненным действующим членом Инбелкульта.
18 июля 1930 года арестован в Минске по делу «Саюза вызваленьня Беларусі». 12 сентября 1930 года судебное дело было закрыто, учёному запретили жить и работать в Минске. Осенью 1930 года он вернулся в Ленинград.
Умер 6 июня 1934 года в Ленинграде.

## Научная деятельность
Со времени обучения в рижской гимназии собирал материалы по белорусской истории, этнографии и литературе. Является составитель рукописной «Беларускай хрэстаматыі» (1889—1931), в которой собраны редкие тексты белорусской литературы XIX века. Являлся редактором первого поэтического сборника Янки Купалы «Жалейка» (1908).
Почётный член Витебской учёной архивной комиссии, участник 10-го археологического съезда в Риге (1896).
Участвовал в академической научной конференции по реформе белорусского правописания в Минске в 1926 году. В 1927—1929 годах — директор комиссии Института белорусской культуры по созданию словаря белорусского языка.

## Награды
- Орден Святой Анны III степени (1899)
- Орден Святой Анны II степени (1910)
- Орден Святого Владимира IV степени (1917).

## Память
- В 1998 году в Ветринской средней школе был учрежден музей Б. И. Эпимаха-Шипило.
- В 2006 году в Залесье на месте бывшей родовой усадьбы Б. И. Эпимаха-Шипило был установлен памятный знак.